# Irene Khan
Pour les articles homonymes, voir Khan (homonymie).
Irene Khan, née le 24 décembre 1956 à Dhaka au Bangladesh est depuis 2011 la directrice générale de l'Organisation internationale de droit du développement (IDLO de son acronyme en anglais), une organisation intergouvernementale basée à Rome chargée de promouvoir l'État de droit, la justice et le développement dans le monde.
Auparavant, de 2001 à 2010 elle est secrétaire générale d'Amnesty International. Elle est alors la première femme, la première Asiatique et la première musulmane à occuper ce poste,. Elle est remplacée en juillet 2010 par Salil Shetty. En août 2020, elle est nommée rapporteuse spéciale des Nations unies sur la promotion et la protection du droit à la liberté d'opinion et d'expression.

## Jeunesse
Irene Zubaida Khan est née le 24 décembre 1956 à Dhaka au Bangladesh. Elle grandit au sein d'une famille relativement riche mais vivant dans un pays pauvre et miné par la guerre civile qui conduit à l'indépendance vis-à-vis du Pakistan. La guerre et les violations des Droits de l'homme qui l'accompagnent forgent l'adolescence de Khan alors qu'elle part étudier dans une école en Irlande du Nord.
Elle étudie le droit à l'université de Manchester. Elle poursuit ses études à la faculté de droit d'Harvard et se spécialise en droit international public et en droits de l'Homme. Intéressée à travailler directement avec des personnes pour changer leurs vies, elle aide à fonder l'organisation de développement, Concern Universal, en 1977 et commence son travail en tant que militante des droits de l'homme pour la Commission internationale de juristes en 1979.

## Nations unies
Elle rejoint le Haut Commissariat des Nations unies pour les réfugiés (HCR) en 1980 et travaille à différents postes aux sièges sociaux et sur le terrain pour favoriser la protection des réfugiés. De 1991 à 1995, elle travaille auprès de la Haut Commissaire pour les réfugiés Sadako Ogata. Elle est nommée en tant que chef de mission en Inde en 1995, devenant la plus jeune représentante du HCR, et dirige le Centre du HCR pour la recherche et la documentation dès 1998. Elle mène l'équipe du HCR en Macédoine pendant la guerre du Kosovo, en 1999, puis est nommée directrice adjointe de la protection internationale.
En août 2020, le Haut-Commissariat des Nations unies aux droits de l'homme nomme Irene Khan au poste de rapporteuse spéciale sur la liberté d'expression et d'opinion.

## Amnesty International

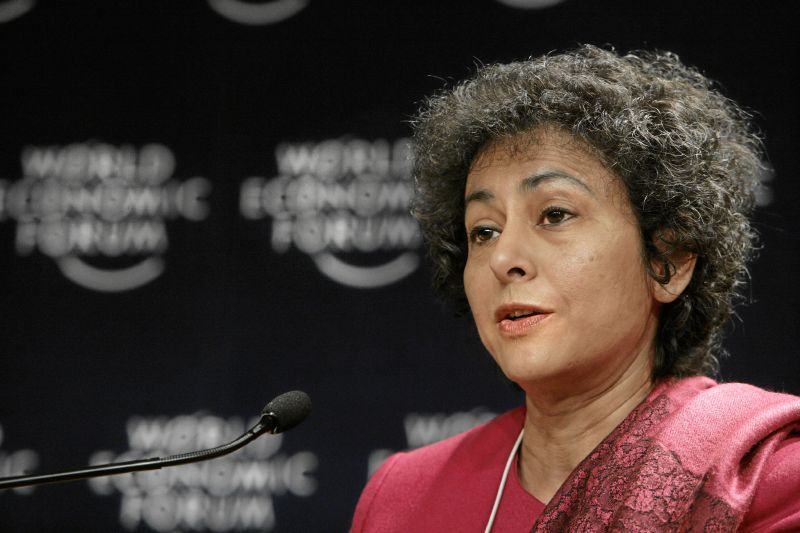
Irène Khan au Forum économique mondial en 2007.

Irène Khan rejoint Amnesty International en août 2001 comme secrétaire générale. Elle prend la direction de l'organisation au cours de sa quarantième année d'existence et alors qu'elle commence un processus de changement et de renouvellement, en raison de la nature complexe des violations contemporaines de droits de l'Homme, et qu'elle est confrontée aux développements découlants des attentats du 11 septembre 2001.
Au cours de sa première année en fonction, Irène Khan réforme la réponse de l'organisation face aux situations de crise, dirigeant personnellement des missions au Pakistan, pendant les bombardements de l'Afghanistan, en Israël, en Cisjordanie et dans la bande de Gaza, juste après l'occupation israélienne de Jénine, et en Colombie avant l’élection présidentielle en mai 2003. Elle réclame une meilleure protection des droits des femmes lors de réunions avec les présidents Pervez Musharraf du Pakistan et Émile Lahoud du Liban et avec la première ministre Khaleda Zia du Bangladesh. Elle lance également un processus de consultations avec des activistes des droits de la femme pour concevoir une campagne globale sur les violences faites aux femmes.
En Australie, elle dessine une publicité sur la question des requérants d'asile en détention. Au Burundi, elle rencontre des victimes des massacres et invite le président Pierre Buyoya et d'autres parties en conflit à terminer le cycle des abus des droits de l'Homme. En Bulgarie, elle mène une campagne pour faire cesser les discriminations envers les personnes souffrant d'incapacités mentales.

## Controverse
Irène Khan a reçu une indemnité de 533.103 £ (630.000 euros -taux de change du 22 février 2011-) d'Amnesty International à la suite de sa démission de l'organisation le 31 décembre 2009, soit plus de quatre fois son salaire annuel de 132,490£. L'importance de ce montant a donné lieu à de vives polémiques[réf. souhaitée].

### Sources et bibliographie
- Notices d'autorité :   - VIAF
  - ISNI
  - BnF (données)
  - IdRef
  - LCCN
  - GND
  - Belgique
  - Pays-Bas
  - Israël
  - NUKAT
  - Australie
  - Norvège
  - Portugal
  - Corée du Sud
- (en) Irène Khan, The Unheard Truth: Poverty and Human Rights, W. W. Norton & Company, 2009, 272 p.  (ISBN 978-0393337006)